# Laetana historio
Laetana historio es una especie de insecto coleóptero de la familia Chrysomelidae. Fue descrita científicamente en 1864 por Baly.